# 王煒 (正德進士)
王煒（1493年—？），字克新，順天府固安縣（今河北省廊坊市固安縣）人，明朝政治人物。

## 生平
正德十六年（1521年）辛巳科第二甲第四十七名進士。授南京工部主事，改禮部主事，陞員外郎、禮部祠祭司郎中，出為山東副使，補河南副使，陞陝西左參政。

## 家族
曾祖父王𤧣；祖父王彥翔；父王相，监生。母李氏。重庆下。